# Chiesa di Santa Croce (Ittireddu)
La chiesa di Santa Croce è un edificio religioso situato ad Ittireddu, centro abitato della Sardegna centrale. Consacrata al culto cattolico, fa parte della parrocchia di Nostra Signora Inter Montes, diocesi di Ozieri.

## Storia
La chiesa, che si trova nella piazzetta della parte storica del piccolo borgo, venne eretta in due periodi diversi: il primo impianto fu realizzato fra il IX e l'XI secolo in forme medio bizantine; il secondo intervento risale invece al XIII secolo con un ampliamento della fabbrica precedente e la realizzazione della facciata in stile romanico.
La chiesa era anche luogo di sepoltura. Nei restauri del XIX secolo furono infatti rinvenuti i resti di ottanta sepolture. La leggenda narra che nel 1780 un certo Lorenzo Solinas, sfuggendo alla giustizia, trovò rifugio tra queste mura dove volle ricevere tutti i sacramenti, senza che le autorità preposte potessero arrestarlo. Dentro la chiesa dovette vivere gli ultimi anni della sua vita dove, dopo la sua morte, il corpo vi trovò sepoltura.

## Descrizione
L'edificio si presenta in due differenti stili architettonici, quello originario bizantino risalente al IX e X secolo, e quello romanico del XIII secolo.
La facciata, di piccole dimensioni, ha un unico accesso centrale nel portale ad arco a sesto acuto sui cui stipiti poggiano capitelli sagomati in basalto locale che si ritrova anche in filari nella muratura di facciata che le conferiscono la caratteristica bicromia. La facciata è sovrastata sul portale dal campanile a vela sormontato da una piccola croce di pietra.
L'impianto originario della chiesa bizantina era un edificio a croce greca, con navata monoabsidata nel lato est e con transetto più stretto della navata. Nel XIII secolo l'icnografia del tempio subì la trasformazione in croce latina con l'allungamento verso ovest della navata e la realizzazione della facciata in forme romaniche. A questa fase risalirebbero anche le due piccole absidi innestate nei rispettivi bracci del transetto; in quella  maggiore è posto il presbiterio. Internamente entrambi i bracci dell'aula sono voltati a botte. Il tetto è realizzato da spioventi singoli e a capanna con copertura di tegole laterizie a coppo.

## Bibliografia

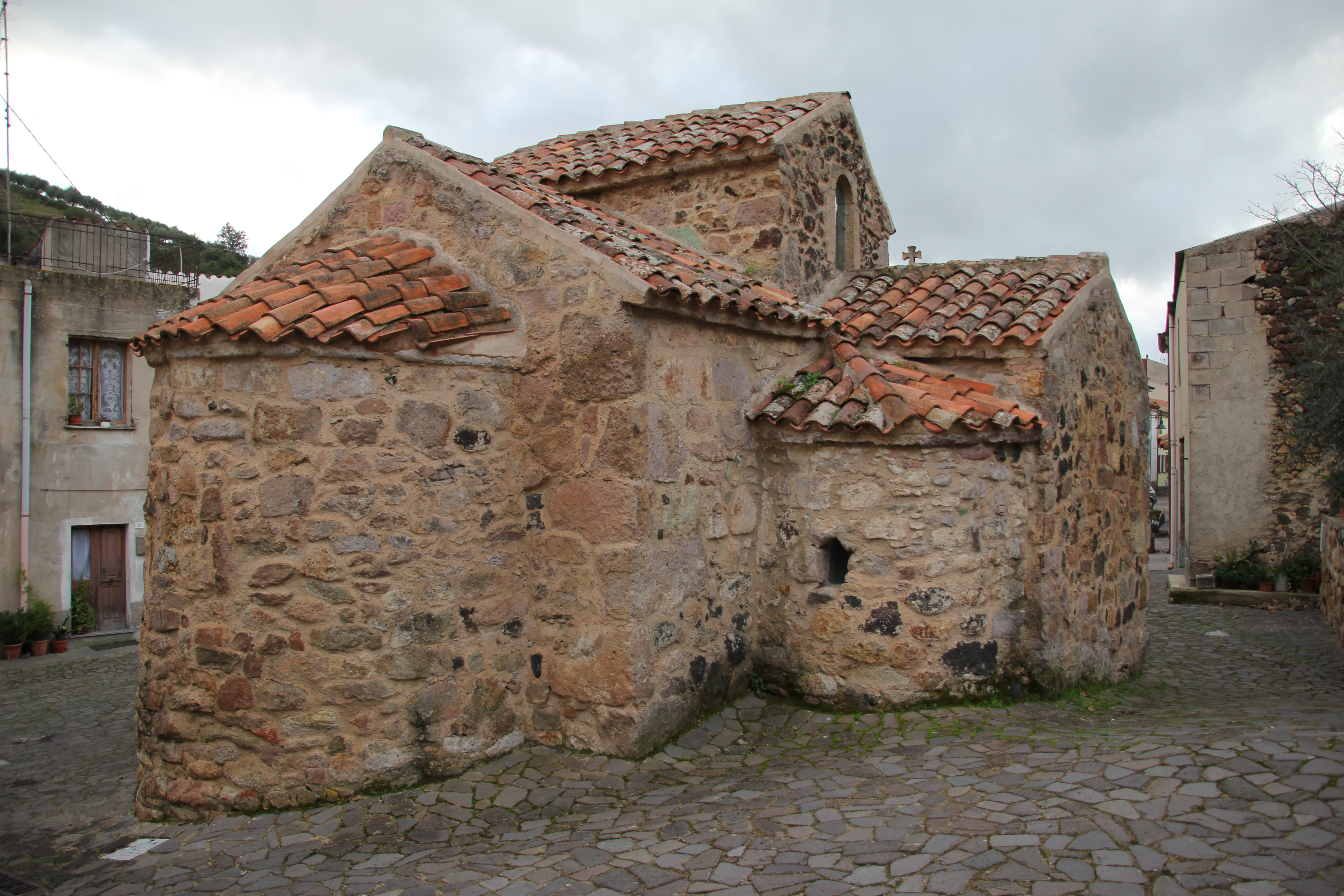